# Rivière Turgeon (rivière des Hurons)
Pour les articles homonymes, voir Turgeon et Rivière Turgeon.
La rivière Turgeon est un affluent de la rivière des Hurons. Elle coule au cœur de la municipalité des cantons-unis de Stoneham-et-Tewkesbury, située au nord de la ville de Québec, dans la municipalité régionale de comté (MRC) de La Jacques-Cartier, dans la région administrative de la Capitale-Nationale, dans la province de Québec, au Canada.
La partie supérieure de la vallée de la rivière Turgeon est desservie par des routes forestières secondaires.
La surface de la rivière Turgeon (sauf les zones de rapides) est généralement gelée de début décembre à fin mars ; toutefois la circulation sécuritaire sur la glace se fait généralement de fin décembre à début mars. Le niveau de l'eau de la rivière varie selon les saisons et les précipitations ; la crue printanière survient en mars ou avril.

## Géographie
La rivière Turgeon prend sa source à l'embouchure du lac Demers (longueur : 0,9 km ; altitude : 686 m) situé en zone forestière et montagneuse. Ce petit lac comporte une petite zone de marais dans la partie nord. L'embouchure de ce lac est situé à :
- 5,1 km au nord-est de la confluence de la rivière Turgeon et de la rivière des Hurons ;
- 5,9 km au nord-est du centre du village de Saint-Adolphe ;
- 7,5 km au nord-ouest du centre du village de Sainte-Brigitte-de-Laval ;
- 11,9 km au nord-est du centre du village de Stoneham.

À partir de sa source (lac Demers), la rivière Turgeon coule sur 6,9 km, avec une dénivellation de 334 m, selon les segments suivants :
- 2,9 km vers le sud-ouest en formant une courbe vers l'est, puis en traversant le lac Turgeon (longueur : 0,7 km ; altitude : 352 m) jusqu'à son embouchure. Note : ce petit lac comporte une zone de marais du côté Est ;
- 2,8 km vers le sud-ouest en passant du côté sud d'une montagne atteignant 684 m et en recueillant un ruisseau (venant du sud-est et étant la décharge d'un petit lac non identifié), jusqu'à un coude de rivière, correspondant à un ruisseau intermittent (venant du sud-est) ;
- 1,2 km vers le nord-ouest affichant une forte dénivellation, jusqu'à sa confluence avec la rivière des Hurons[2].

À partir de cette confluence, le courant descend la rivière des Hurons sur 21,1 km, traverse le lac Saint-Charles sur 5,0 km vers le sud-est, puis descend sur 33,8 km généralement vers le sud-est et le nord-est, en suivant le cours de la rivière Saint-Charles laquelle se déverse sur la rive ouest du fleuve Saint-Laurent.

## Toponymie
Le toponyme rivière Turgeon a été officialisé le 2 août 1974 à la Commission de toponymie du Québec.